# Chloropoea gamae
Chloropoea gamae är en fjärilsart som beskrevs av James John Joicey och Talbot 1927. Chloropoea gamae ingår i släktet Chloropoea och familjen praktfjärilar. Inga underarter finns listade i Catalogue of Life.